# Mike Kitchen
Michael Elwin „Mike“ Kitchen (* 1. Februar 1956 in Newmarket, Ontario) ist ein ehemaliger kanadischer Eishockeyspieler und derzeitiger -trainer, der in seiner aktiven Zeit von 1973 bis 1985 unter anderem für die Colorado Rockies und New Jersey Devils in der National Hockey League gespielt hat. Von 2010 bis 2017 fungierte er als Assistenztrainer bei den Chicago Blackhawks in der NHL und gewann mit dem Team zwei Stanley Cups, bevor er zuletzt in der Saison 2019/20 in gleicher Funktion bei den Florida Panthers tätig war. Sein Bruder Bill war ebenfalls ein professioneller Eishockeyspieler.

## Karriere
Mike Kitchen begann seine Karriere als Eishockeyspieler bei den Toronto Marlboros, für die er von 1973 bis 1976 in der kanadischen Juniorenliga Ontario Hockey Association aktiv war und mit denen er in der Saison 1974/75 zunächst den J. Ross Robertson Cup, sowie anschließend den Memorial Cup, das Finalturnier um die Meisterschaft der Canadian Hockey League, gewann. Daraufhin wurde er im NHL Amateur Draft 1976 in der dritten Runde als insgesamt 38. Spieler von den Kansas City Scouts ausgewählt. Zwar wurde er im selben Jahr auch von den Toronto Toros aus der World Hockey Association gedraftet, jedoch entschied sich der Verteidiger für das Vertragsangebot der Scouts. Noch vor Saisonbeginn wurden die Kansas City Scouts jedoch nach Denver, Colorado, umgesiedelt, wo sie die folgenden sechs Spielzeiten unter dem Namen Colorado Rockies in der National Hockey League verbrachten. In diesen Jahren stand Kitchen stets regelmäßig für die Rockies auf dem Eis. Zudem absolvierte er einige Spiele für deren Farmteam, die Fort Worth Texans, in der Central Hockey League. Als die Colorado Rockies 1982 ebenfalls umgesiedelt wurden, blieb Kitchen im Franchise und schloss sich deren Nachfolgeteam New Jersey Devils an. Nach zwei Jahren verließ er diese und unterschrieb bei den Maine Mariners aus der American Hockey League, bei denen er 1985 seine Karriere im Alter von 29 Jahren beendete.
Für die Saison 1989/90 erhielt Kitchen einen Vertrag als Assistenztrainer in seiner Heimatstadt bei den Newmarket Saints aus der American Hockey League. In gleicher Funktion arbeitete er von 1990 bis 1998 bei den Toronto Maple Leafs sowie anschließend sechs Jahre lang bei den St. Louis Blues in der NHL. Im Laufe der Saison 2003/04 übernahm der Kanadier das Amt als Cheftrainer bei den Blues von deren langjährigen Coach Joel Quenneville. In dieser Position war er insgesamt zweieinhalb Jahre tätig, wobei die Saison 2004/05 aufgrund des Lockouts ausfiel. Nach einem schwachen Saisonstart mit nur sieben Siegen in 28 Spielen wurde Kitchen zu Beginn der Saison 2006/07 entlassen und durch Andy Murray ersetzt. Zur folgenden Spielzeit unterschrieb er als Assistenztrainer bei den Florida Panthers, bei denen er bis 2010 in dieser Position arbeitete. Im Juli 2010 wurde Kitchen von den Chicago Blackhawks verpflichtet, bei denen er gemeinsam mit Mike Haviland als Assistenztrainer fungiert und in seiner Funktion den Cheftrainer Joel Quenneville unterstützt.
Nach sieben Jahren und zwei Stanley-Cup-Erfolgen in Chicago entließen ihn die Blackhawks nach der Saison 2016/17. Nach einem Hiatus von zwei Jahren, in denen er als Assistenztrainer der kanadischen Nationalmannschaft beim Spengler Cup 2018 tätig war, stellten ihn im Juni 2019 erneut die Florida Panthers als neuen Assistenten von Cheftrainer Joel Quenneville ein. Das Team verlängerte seinen Vertrag jedoch nach der Spielzeit 2019/20 nicht.

## Erfolge und Auszeichnungen
- 1975 J.-Ross-Robertson-Cup-Gewinn mit den Toronto Marlboros
- 1975 OMJHL First All-Star Team
- 1975 Memorial-Cup-Gewinn mit den Toronto Marlboros
- 1975 Memorial Cup Tournament All-Star Team
- 2001 Heroes of Hockey Game